# Аристотель (лунный кратер)
Кратер Аристотель (лат. Aristoteles) — крупный ударный кратер на видимой стороне Луны в районе южной границы Моря Холода. Кратер назван в честь древнегреческого философа Аристотеля (384 до н. э. — 322 до н. э.). Название утверждено Международным астрономическим союзом в 1935 году. Образование кратера относится к эратосфенскому периоду.

## Описание кратера

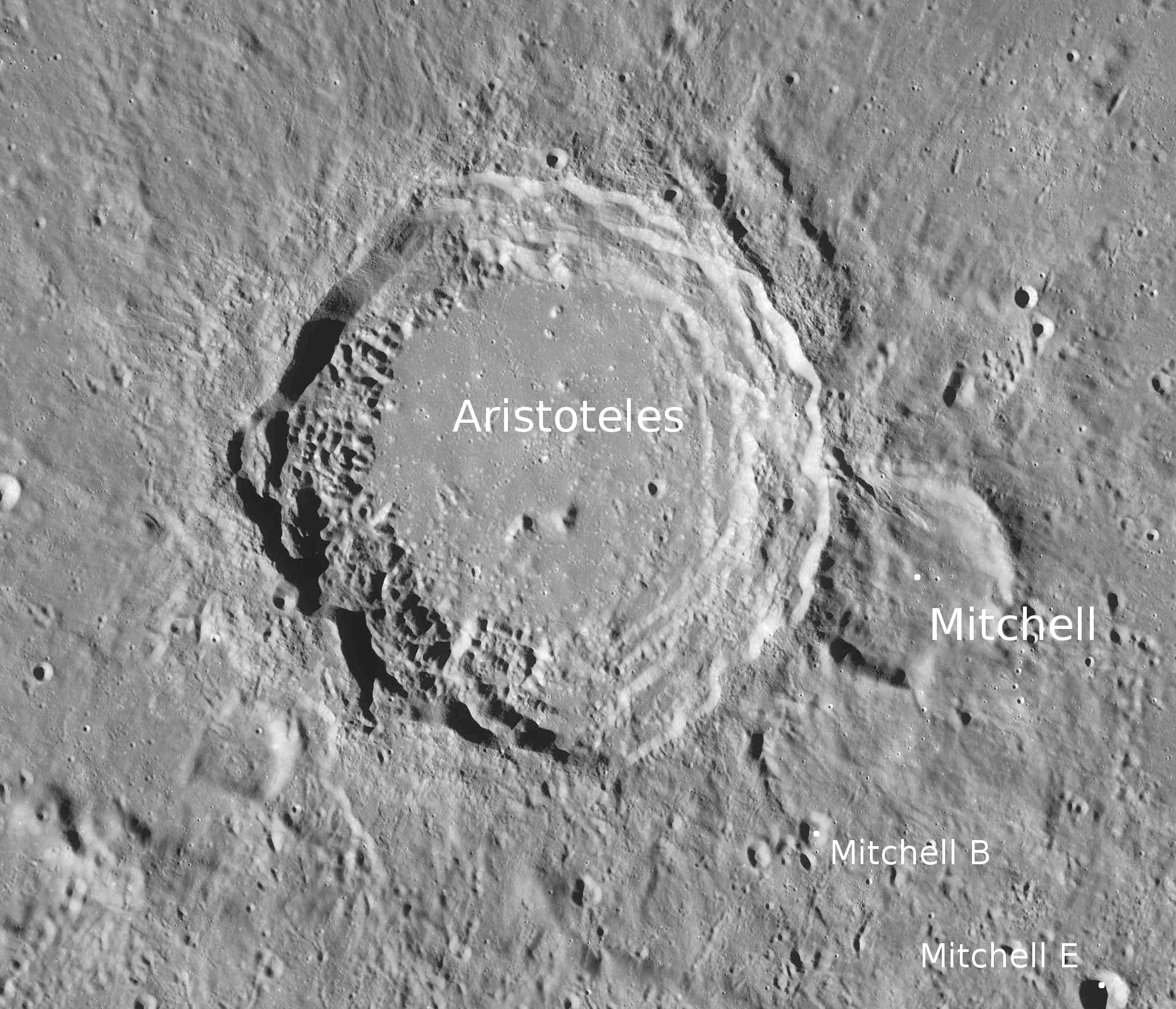
Окрестности кратера Аристотель. Снимок зонда Lunar Reconnaissance Orbiter.

На западе от кратера лежат древние горы Альпы, на юге — горы Кавказ и кратер Евдокс, к восточной части вала кратера примыкает сравнительно небольшой кратер Митчелл, на юго-западе находится кратер Эгеде; на северо-востоке — кратер Галле. Селенографические координаты центра кратера — 50°14′ с. ш. 17°19′ в. д. / 50,24° с. ш. 17,32° в. д., диаметр — около 90 км, глубина — 3500 м.
Вал кратера имеет неправильную полигональную форму, внутренний склон и внешний откос широкие, террасовидные. Откос внешнего вала имеет радиальные холмистые складки, образованные породами, выброшенными при импакте; угол откоса восточного вала — 32°. Дно чаши неровное, с холмистыми складками. Центральный пик невелик и смещен к югу кратера, высота его по разным источникам составляет от 300 до 600 м. Состав центрального пика — анортозит, габбро-норито-троктолитовый анортозит с содержанием плагиоклаза 80-85 %, анортозитовый норит. Объем кратера составляет приблизительно 7200 км³.
Кратер Аристотель включен в список кратеров с яркой системой лучей Ассоциации лунной и планетарной астрономии (ALPO).

## Сателлитные кратеры

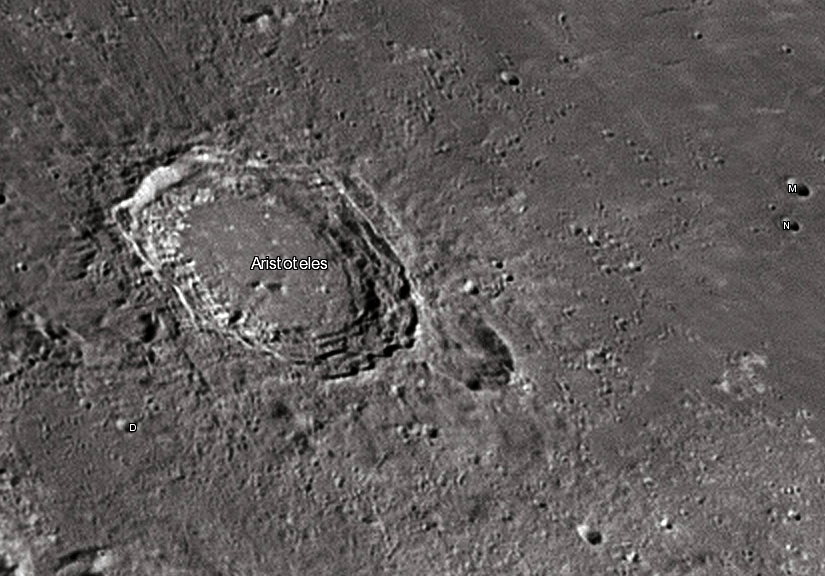
Снимок Девида Кемпбелла.

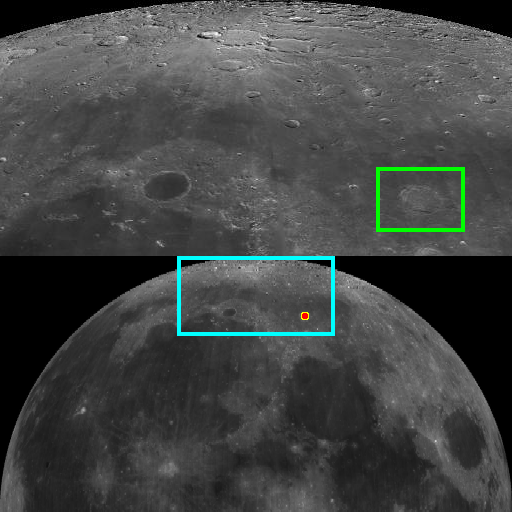
Месторасположение кратера

| Аристотель | Координаты                                            | Диаметр, км |
| ---------- | ----------------------------------------------------- | ----------- |
| D          | 47°29′ с. ш. 14°43′ в. д. / 47,48° с. ш. 14,71° в. д. | 5,6         |
| M          | 53°30′ с. ш. 27°16′ в. д. / 53,5° с. ш. 27,26° в. д.  | 7,0         |
| N          | 52°54′ с. ш. 26°50′ в. д. / 52,9° с. ш. 26,84° в. д.  | 5,3         |